# معهد الدراسات المتقدمة
معهد الدراسات المتقدمة (IAS) في برينستون في الولايات المتحدة هو معهد مستقل لأبحاث ما بعد الدكتوراة أنشئ للأبحاث النظرية والتحقيق الفكري عام 1930م على يد المعلم أبراهام فليكسنر جنبًا إلى جنب مع لويس بامبيرجر وكارولين بامبيرجر فولد ‏. عُرف المعهد باستقطابه شخصيات علمية كبيرة أمثال ألبرت أينشتاين وجون فون نيومان وكورت غودل بعد هجرتهم إلى الولايات المتحدة.

## مدراء المركز
| مدير المعهد            | مدير المعهد  |
| الاسم                  | وقت الإدارة  |
| ---------------------- | ------------ |
| أبراهام فلكسنر         | 1930–1939    |
| Frank Aydelotte        | 1939–1947    |
| روبرت أوبنهايمر        | 1947–1966    |
| Carl Kaysen            | 1966–1976    |
| هاري وولف              | 1976–1987    |
| مارفن ليونارد غلدبيرجر | 1987–1991    |
| فيليب جريفيث           | 1991–2003    |
| بيتر جودارد            | 2004–2012    |
| Robbert Dijkgraaf      | 2012–present |